# 로드리고 데 폴
로드리고 하비에르 데 폴(스페인어: Rodrigo Javier De Paul, 스페인어 발음: [roˈðɾiɣo ðe pol], 1994년 5월 24일~)은 아르헨티나의 축구 선수로 포지션은 미드필더이다. 현재 미국 메이저 리그 사커의 인터 마이애미와 아르헨티나 축구 국가대표팀에서 활동하고 있으며 2022년 FIFA 월드컵에 참가해 월드컵 우승을 달성했다.

## 구단 경력
2012년 라싱 클루브에서 데뷔하여 2013-14 시즌까지 57경기 6골을 기록하며 팀의 2013년 코파 수다메리카나 진출에 기여한 뒤 2014-15 시즌을 앞두고 한화 약 75억원에 스페인 프리메라리가의 발렌시아 CF로 이적한 후 2015-16 시즌까지 44경기 2골을 기록하며 라리가 2014-15 4위, 2015-16년 코파 델 레이 4강 진출에 일조했으며 2015-16년 UEFA 챔피언스리그 본선 2경기에도 출전했다.
이후 2016년 라싱 클루브로의 임대 이적을 통해 친정팀에 잠시 복귀하여 15경기 1골을 기록하며 팀의 2017년 코파 수다메리카나 진출을 도왔고 2016 시즌을 마치고 이탈리아 세리에 A의 우디네세 칼초로 이적하여 2020-21 시즌까지 통산 184경기 34골을 터뜨린 뒤 2021년 7월 12일 스페인 프리메라리가의 강호 아틀레티코 마드리드로 이적했다.

## 국가대표팀 경력
2018년 10월 11일 이라크와의 친선 경기에서 국제 A매치 데뷔전을 치른 후 2019년 코파 아메리카 엔트리에 합류하여 팀의 3위 입상에 이바지했고 이후 에콰도르와의 2021년 코파 아메리카 8강전에서 A매치 데뷔골을 신고하며 아르헨티나의 28년만의 코파 아메리카 우승이자 35년만의 메이저 대회 우승을 도왔고 이에 힘입어 팀 동료인 에밀리아노 마르티네스, 크리스티안 로메로, 리오넬 메시 등과 함께 이 대회 베스트 11에 선정되는 영예를 안았다.
그리고 이듬해에 열린 2022년 FIFA 월드컵 본선에 출전하여 사우디아라비아와의 조별리그 첫 경기부터 프랑스와의 결승전까지 7경기에 모두 선발로 출전하여 아르헨티나의 36년만의 월드컵 통산 3번째 우승에 공헌했다. 
2026년 FIFA 월드컵 남미 지역 예선에서 브라질과의 경기에서 브라질 선수들의 육탄공격을 당해 코피를 흘리는 등 부상을 많이 당했다.
2024년 코파 아메리카 4강 캐나다 전에서는 아르헨티나의 2골에 모두 관여했다.  첫 골은 하프라인에서 훌리안 알바레스에게 롱 패스를 해서 골을 어시스트 했으며 두 번째 골은 엔소 페르난데스에게 어시스트 했지만 엔소의 슈팅이 캐나다의 이스마엘 코네의 몸에 맞고 도로 리오넬 메시에게 갔는데 메시가 이를 득점으로 잘 연결했다. 이 경기의 승리와 더불어 결승전 콜롬비아와의 경기마저 승리함으로서 데 폴은 코파 아메리카 우승을 2번 달성한 선수가 되었다.

## 개인 생활
로드리고의 어머니는 이탈리아 혈통으로, 이를 통해 그는 이탈리아 시민권을 취득했다. 로드리고는 아르헨티나 모델 카밀라 홈스와 12년 동안 교제했다. 이들 사이에는 두 자녀가 있다. 2022년 1월, 두 사람은 결별을 공식화했다. 로드리고는 아르헨티나 가수 티니와 2021년 8월부터 2023년 8월까지 교제했다.

## 출전 통계
| 클럽                | 시즌    | 출전 | 득점 |
| ------------------- | ------- | ---- | ---- |
| 라싱 클루브         | 2012-13 | 20   | 2    |
| 라싱 클루브         | 2013-14 | 37   | 4    |
| 라싱 클루브         | 2016    | 15   | 1    |
| 발렌시아            | 2014-15 | 29   | 2    |
| 발렌시아            | 2015-16 | 15   | 0    |
| 우디네세            | 2016-17 | 35   | 5    |
| 우디네세            | 2017-18 | 39   | 4    |
| 우디네세            | 2018-19 | 37   | 9    |
| 우디네세            | 2019-20 | 35   | 7    |
| 우디네세            | 2020-21 | 38   | 9    |
| 아틀레티코 마드리드 | 2021-22 | 48   | 4    |
| 아틀레티코 마드리드 | 2022-23 | 38   | 3    |
| 아틀레티코 마드리드 | 2023-24 | 48   | 4    |
| 아틀레티코 마드리드 | 2024-25 | 53   | 3    |

## 수상 내역
아르헨티나
- FIFA 월드컵 : 우승 (2022)
- 코파 아메리카 : 우승 (2021, 2024)

개인
- 코파 아메리카 토너먼트의 팀 : 2021, 2024
- 라리가 시즌의 팀 : 2024-25